# Alfons II van Asturië
Alfons II (Spaans: Alfonso II), bijgenaamd de Reine of de Kuise (759 - 842), was koning van Asturië van 791 tot zijn dood in 842.
Hij was de enige zoon van Fruela I en Munia van Álava en zodoende een kleinzoon van Alfons I. Adosina, Silo en Mauregato waren een tante en ooms van hem.
Te jong toen zijn vader stierf, werd hij nadien een aantal keer als troonpretendent uitgerangeerd tot hij ten slotte als koningskandidaat werd aangesteld in 790. Koning Bermudo trad, na hem opgeleid te hebben, af in 791 ten zijner voordele.
Hij verkoos Oviedo als nieuwe hoofdstad en liet er een paleis en enkele kerken bouwen.
In de reconquista-strijd tegen de Moren slaagde hij erin deze een aantal nederlagen toe te dienen waardoor hij op een gerustere manier delen van Galicië en Léon kon herbevolken en zijn rijk zo te verstevigen.
Ook is geweten dat hij contacten heeft onderhouden met het hof van Karel de Grote. Mogelijk was de christelijke leer een onderwerp van besprekingen. Volgens traditionele verhalen zou de pelgrimage naar Santiago de Compostella tijdens zijn regeringsperiode een aanvang hebben genomen.
Alfons II was nooit gehuwd en zijn dood betekende tevens het einde van de linie-Alfons I.